# 小島慎也
小島 慎也（こじま しんや、1988年11月15日 - ）は、日本のチェスプレーヤー。2020年11月27日における世界ランキングでは2553位。

## 来歴・人物
神奈川県逗子市生まれ。中学に入学する直前、自宅のパソコン内にあるチェスのゲームソフトを使ったのがきっかけでチェスを始めた。麻布中学校・高等学校時代はチェス部に所属。高校卒業後は慶應義塾大学に進学した。
高校時代の2005年に第38回全日本チェス選手権に史上最年少（当時）で優勝しチェスの日本チャンピオンとなった。その後2008年の第41回まで連続4回全日本チェス選手権で優勝した。2009年の第42回全日本チェス選手権では準優勝に終わったが、2010年の第43回全日本チェス選手権で5回目の優勝を果たす。
2009年FIDEマスターを取得。日本人でFIDEマスターを取得したのは小島で5人目である。
2011年に慶應義塾大学総合政策学部を卒業後はチェスを続けながら、講師や翻訳協力などチェス関係の活動を行っている。
2013年10月には3つ目のIMノームを獲得したが、国際チェス連盟のレーティングが2400に達していないためこの時点では獲得には至らず、2014年12月に2400を超え、日本人では南條遼介に続き2人目となるIMを獲得した。
2014年には、グランドマスターのノーム獲得を目指しヨーロッパの大会を転戦しているが、シェンゲン協定の関係で、3ヶ月欧州に滞在し3ヶ月日本に帰国するスケジュールを繰り返している。

## 主な戦績
- 2003年：東京オープン優勝[1]
- 2004年：ジャパンオープン準優勝[4]、サマーオープン3位[4]
- 2005年：全日本百傑戦優勝[1][4]、全日本チェス選手権優勝[1][1][3][4]、全日本ジュニアチェス選手権優勝[1]
- 2006年：全日本チェス選手権優勝[1][3]、全日本ジュニアチェス選手権優勝[1]、トリノ・チェス・オリンピアード日本代表[1]、ドーハアジア大会日本代表[1]
- 2007年：全日本チェス選手権優勝[1]、全日本ジュニアチェス選手権優勝[1]、全日本学生選手権優勝[1]、東京オープン優勝[1]、ジャパンオープン優勝[1]
- 2008年：全日本百傑戦優勝[1]、全日本チェス選手権優勝[1]、ドレスデン・チェス・オリンピアード日本代表[1]
- 2009年：全日本百傑戦優勝[1]、全日本チェス選手権準優勝[1]、東京オープン優勝[1]、FIDEマスター取得[1]
- 2010年：全日本チェス選手権優勝[1]
- 2019年：ジャパンオープン3位入賞[9]
- 2020年：全日本チェス選手権準優勝[10]
- 2021年：ジャパンオープン優勝[11]
- 2022年：東京チェス選手権優勝[12]、アジア競技大会日本代表[13]、全日本チェス選手権4位[14]、2022年度チェス・オリンピアード日本代表[15]。

## 監修・協力
- マンガで覚える図解チェスの基本 土屋書店 2011年 ISBN 978-4806911999 監修
- ガルリ・カスパロフ著『決定力を鍛える NHK出版 2007年 ISBN 978-4140812624 校正協力
- 『Chess in the musical』 2015年 協力[16][17]
- 完全なるチェックメイト - 日本語字幕監修協力[18]
- 明治開化 新十郎探偵帖 - チェス指導[19]